# Indianapolis Checkers
Indianapolis Checkers byl profesionální americký klub ledního hokeje, který sídlil v Indianapolisu ve státě Indiana. V letech 1984–1987 působil v profesionální soutěži International Hockey League. Před vstupem do IHL působil v soutěži Central Professional Hockey League. Checkers ve své poslední sezóně v IHL skončily ve čtvrtfinále play-off. Klub byl během své existence farmou New Yorku Islanders. Své domácí zápasy odehrával v hale Market Square Arena s kapacitou 15 993 diváků. Klubové barvy byly červená a černá.
Zanikl v roce 1987 přestěhováním do Denveru, kde byl vytvořen tým Colorado Rangers.

## Úspěchy
- Vítěz CPHL ( 2× )
  - 1981/82, 1982/83

## Přehled ligové účasti
Zdroj: 
- 1979–1981: Central Professional Hockey League
- 1981–1982: Central Professional Hockey League (Severní divize)
- 1982–1984: Central Professional Hockey League
- 1984–1987: International Hockey League (Západní divize)